# Never Gonna Dance Again
"Never Gonna Dance Again" er en sang skrevet i 2007 af Sugababes medlemmerne Keisha Buchanan og Heidi Range til Sugababes femte album Change. Sangen blev skrevet i samarbejde med Miranda Cooper, produceren Brian Higgins, Tim Powell, Lisa Cowling og Nick Coler.
Efterfølgende har den amerikanske sanger Pink skrevet sangen "Never Gonna Not Dance Again" (2022), med en titel, der ligner meget, men med den helt modsatte betydning.

## Historie
Sangen blev oprindeligt skrevet og indspillet med det tidligere gruppemedlem Mutya Buena til gruppens forrige album Taller in More Ways, men blev skåret fra den endelige nummerliste eftersom medlemmerne ikke var glade for sangen. Under produktionen af det femte album vendte de imidlertid tilbage til sangen og begyndte at kunne lide den, hvilket fik gruppen til at tilføje den til Change.

## Beskrivelse
Lyrisk handler "Never Gonna Dance Again" om bruddet på et forhold, som foregår på et dansegulv. Under omkvædet synger Sugababes linjerne "I lost the rhythm when you said it's over / As the final record starts to fade, I feel the dancefloor turning colder". The Guardian's Alexis Petridis og Schultz har begge bemærket, at sangens lyriske indhold minder om det fra George Michaels sang, "Careless Whisper" (1984).

## Modtagelse
"Never Gonna Dance Again" fik en blandet modtagelse fra musikkritikere. McAlpine skrev, at sangen "umiddelbart føles som om pigerne har slået guld igen". Levine foreslog, at "Never Gonna Dance Again", sammen med albummets singler "Denial" og "Change", viser, at gruppen har "formået at vokse op uden at miste deres vej med en melodi". Han uddybede, at sangen "synes at fremvise en mere reflekterende Sugababes". Petridis kaldte den et "klassisk" eksempel på gruppens "varemærke: talentfuld, refererende pop", mens The Independent's Andy Gill roste Xenomanias produktion af sangen og siger, at den "får mest ud af sin vindende logiske melodi".